# جگوارونا
جگوارونا (به پرتغالی: Jaguaruna) یک منطقهٔ مسکونی در برزیل است که در سانتا کاتارینا واقع شده‌است. جگوارونا ۲۰٬۲۸۸ نفر جمعیت دارد.